# 圣埃潘
圣埃潘（法語：Saint-Épain，法語發音：[sɛ̃.t‿epɛ̃] ⓘ）是法国安德尔-卢瓦尔省的一个市镇，位于该省西南部，属于希农区。

## 地理
圣埃潘（47°8'43"N, 0°32'13"E）面积62.65 平方千米，位于法国中央-卢瓦尔河谷大区安德尔-卢瓦尔省，该省份为法国中西部省份，北起萨尔特省、东北接卢瓦-谢尔省，东南接安德尔省，南至维埃纳省，西临曼恩-卢瓦尔省。
与圣埃潘接壤的市镇（或旧市镇、城区）包括：讷伊、芒斯河畔克里赛、克鲁济耶、图赖讷地区努瓦扬、普宰、圣卡特琳-德菲耶尔布瓦、图赖讷地区圣莫尔、蒂卢兹、特罗格、维勒佩尔迪。

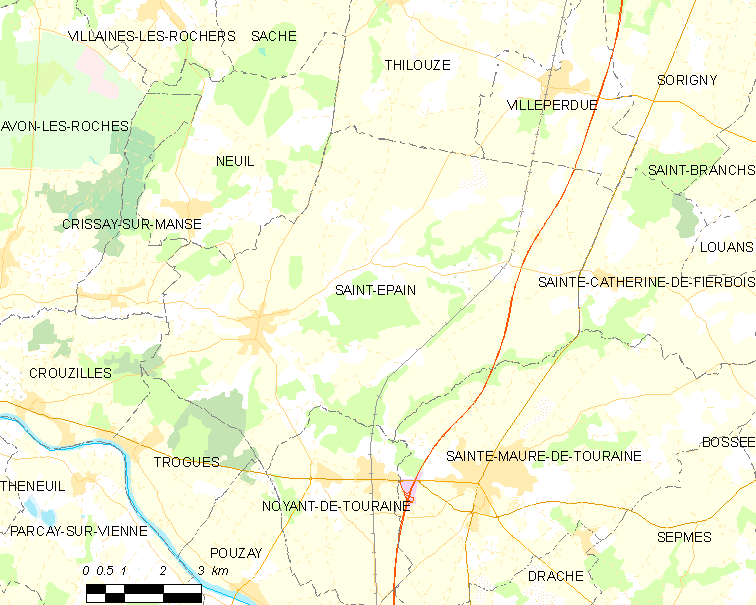
圣埃潘的OSM定位图

圣埃潘的时区为UTC+01:00、UTC+02:00（夏令时）。

## 行政
圣埃潘的邮政编码为37800，INSEE市镇编码为37216。

## 政治
圣埃潘所属的省级选区为图赖讷地区圣莫尔县。

## 人口

1962-2008年间圣埃潘人口变化图示

圣埃潘于2022年1月1日时的人口数量为1486人。